# Lipman Lipmanson
Lipman Lipmanson, född 15 april 1815 i Ålborg, död 2 oktober 1867 i Stockholm, var en judisk religionslärare.
Lipman Lipmanson kom efter skolgång i Köpenhamn i hantverkslära. Hans religiösa intresse och vackra sångröst gav honom dock snart arbete i synagogorna, och efter att några år vistats i Stockholm blev han 1839 förste kantor vid synagogan där. Från 1838 var han sekreterare i israelitiska sjukhjälps- och begravningssällskapet "Chevra kaddischa" vid mosaiska församlingen och senare som lärare vid mosaiska församlingens gosskola. Lipmanson blev senare församlingens allt i allo, var bland annat den ledande kraften inom dess kultuskommitté och utarbetade en reformerad bönbok för församlingen. På Lipmansons initiativ insamlades bland judar i Sverige och Danmark medel till ett monument på Henrik Wergelands grav. Vid avtäckningen 1848 framträdde Lipmanson som talare. Under marsoroligheterna samma år höll han ett lugnande tal till massan. I Öppet Sändebref till Herr Biskopen m. m. C. A. Agardh... från En Svensk Jude (1856) bemötte Lipmanson Carl Adolph Agardhs utfall mot judendomen och beskyllningar mot de svenska judarna för bristande patriotism. 